# 田中進
田中 進（たなか すすむ、1951年12月17日 - ）は、京都府長岡京市出身の日本の中等教育の教員であり、吹奏楽の指揮者である。

## 略歴
兵庫県で生まれ育ち、物心ついた頃に京都長岡京市に転校する。中学時代より吹奏楽に興味を持ち、音楽の勉強を始める。京都府立乙訓高等学校に進学後、剣道部に入部。その後関西学院大学に入学し、吹奏楽部でクラリネットを担当した。
同大学卒業後に公務員試験を受け公立中学校の教員となる。長岡京市立長岡中学校に赴任し吹奏楽部の顧問となってから、長岡京市に存在する公立中学校4校すべてにおいて吹奏楽部およびその定期演奏会を立ち上げた。その後は京都府吹奏楽連盟の理事長を務めた後に、2010年4月から2012年まではウインドオーケストラキズナの常任指揮者、2012年4月～2018年3月までは長岡京市立長岡第四中学校吹奏楽部の常任指揮者、そして2018年4月から2019年まで長岡京市立長岡中学校吹奏楽部の常任指揮者を務めた後退職。2023年現在は長岡京ウインドオーケストラキズナの常任指揮者をしている。